# Thomas A. White
Thomas A. White (* 12. August 1931 in Durrow; † 7. Mai 2017 in Gowran, County Kilkenny, Irland) war ein irischer Geistlicher, römisch-katholischer Erzbischof und Diplomat des Heiligen Stuhls.

## Leben
Thomas A. White empfing am 15. Februar 1956 die Priesterweihe für das Bistum Ossory.
Papst Paul VI. ernannte ihn am 27. Mai 1978 zum Apostolischen Nuntius in Ruanda und Titularerzbischof von Sebana. Der Kardinalpräfekt der Kongregation für die Evangelisierung der Völker, Agnelo Rossi, spendete ihm am 30. Juli desselben Jahres die Bischofsweihe; Mitkonsekratoren waren Donald J. Herlihy, Bischof von Ferns, und Peter Birch, Bischof von Ossory.
Am 1. März 1983 wurde er zum Apostolischen Pro-Nuntius in Äthiopien ernannt. Papst Johannes Paul II. ernannte ihn am 14. Oktober 1989 zum Apostolischen Pro-Nuntius in Fidschi und Neuseeland. Am 1. Dezember 1992 wurde er zusätzlich zum Apostolischen Nuntius in Nauru ernannt. Im Jahr 1993 wurde er mit der Aufwertung der diplomatischen Beziehungen zum Apostolischen Nuntius in Neuseeland ernannt.
Am 27. April 1996 nahm Johannes Paul II. seinen aus gesundheitlichen Gründen eingereichten Rücktritt an.